# Papilio esperanza
La cometa esperanza, también conocida como la llamadora, mariposa esperanza o tigre oaxaqueña (Papilio esperanza) es una mariposa de la familia Papilionidae (mariposas cometa) endémica para el estado de Oaxaca, en México.
Su distribución está restringida a la Sierra Norte, en México. Se le encuentra en una zona de transición de bosque nuboso y bosque de pino; entre 1,600 y 2,500 m s. n. m., con cañones intermitentes. La NOM-059-SEMARNAT-2010 considera a la especie como amenazada; la UICN2019-1 como en peligro.

## Descripción
Antenas de color negro, cabeza de color negro con una línea amarilla a cada lado; palpos labiales de color amarillo, frente de color negro. Tórax de color negro en su dorso, con dos franjas amarillas, una de cada lado. Ventralmente es de color anaranjado oscuro. El abdomen es de color negro dorsalmente y anaranjado oscuro ventralmente. Las patas son de color negro.
Tórax negro en su dorso con dos franjas amarillas, una a cada lado. Vientre naranja oscuro. Abdomen negro dorsalmente, naranja oscuro ventralmente. Patas color negro. Alas negro mate; en banda marginal lúnulas casi ausentes de amarillo. Banda sub-marginal con lúnulas amarillas. Tiene una banda central ancha (en sentido vertical) y amarilla. Venas color pardo oscuro, por lo que es muy fácil notarlas. La hembra es similar al macho.
Las alas son de color negro mate, en la banda marginal, lúnulas casi ausentes de color amarillo. Banda submarginal presenta serie de lúnulas de color amarillo. Presenta una banda central ancha (en sentido vertical) de color amarillo que inicia en el margen anal y se va adelgazando y se corta en la vena M1, entre la vena M1 y R5 tienen un punto amarillo. Enseguida entre las venas R5, R4 otra macha amarilla más grande; entre R4 y R3 también se observa otra en el tercer tercio de la célula discal (región discal), presenta una banda ancha de color amarillo. En la célula discal también se perciben cuatro líneas amarillas difusas paralelas que parten de la región basal. Las alas posteriores son de color negro mate, en la región de las bandas postbasal y media, se observan abundantes pelos amarillos. Presenta una banda central ancha (vertical) de color amarillo; En la banda marginal presenta siete lúnulas de color amarillo; en la banda submarginal presenta seis lúnulas más grandes de color amarillo. En la banda postdiscal proximal tres manchas con escamas azules. Las alas anteriores en su vista ventral tienen el mismo patrón de diseño, en la banda central y célula discal. la banda marginal es de color anaranjado y como también una parte de la banda submarginal desde el ramal hasta la vena M2. De la vena M2 a ángulo anal o torno es de color negro. En las alas posteriores en vista ventral no existe la banda central amarilla, esta ha sido remplazada por escamas anaranjadas, en su mayoría, ya que en los alrededores de las venas tiene escamas amarillas. En la región discal atraviesa una línea negra desde el margen costal, célula discal y continua sobre la vena Cu2 y se une en la banda intermedia postdiscal con una línea negra que atraviesa el ala desde margen costal a margel anal. Es importante recalcar que las venas son de color pardo oscuro, por lo que es muy fácil notarlas. La vena M3 está desarrollada como en diversos papiliónidos. La hembra es similar al macho.

## Distribución
Se encuentra restringida a la Sierra Norte de Oaxaca y se le encuentra en una zona de transición de bosque nuboso y bosque de pinos (entre 1600 y 2500 m s. n. m.) con cañones intermitentes.

## Hábitat
Bosque nuboso con predominio de Engelhardtia mexicana (Juglandaceae). Los adulto son activos entre las 11:00 y las 15:00 horas, visitan para alimentarse las flores de Eupatorium sordidum y Cirsium subcoriaceum en marzo y agosto. Las orugas se alimentan de las hojas de Magnolia dealbata, un árbol que se distribuye en los bosques de niebla en la sierra norte de Oaxaca.

## Estado de conservación
La NOM-059-SEMARNAT-2010 considera a la especie como amenazada; la UICN2019-1 como en peligro.